# Dehkan (ferme)

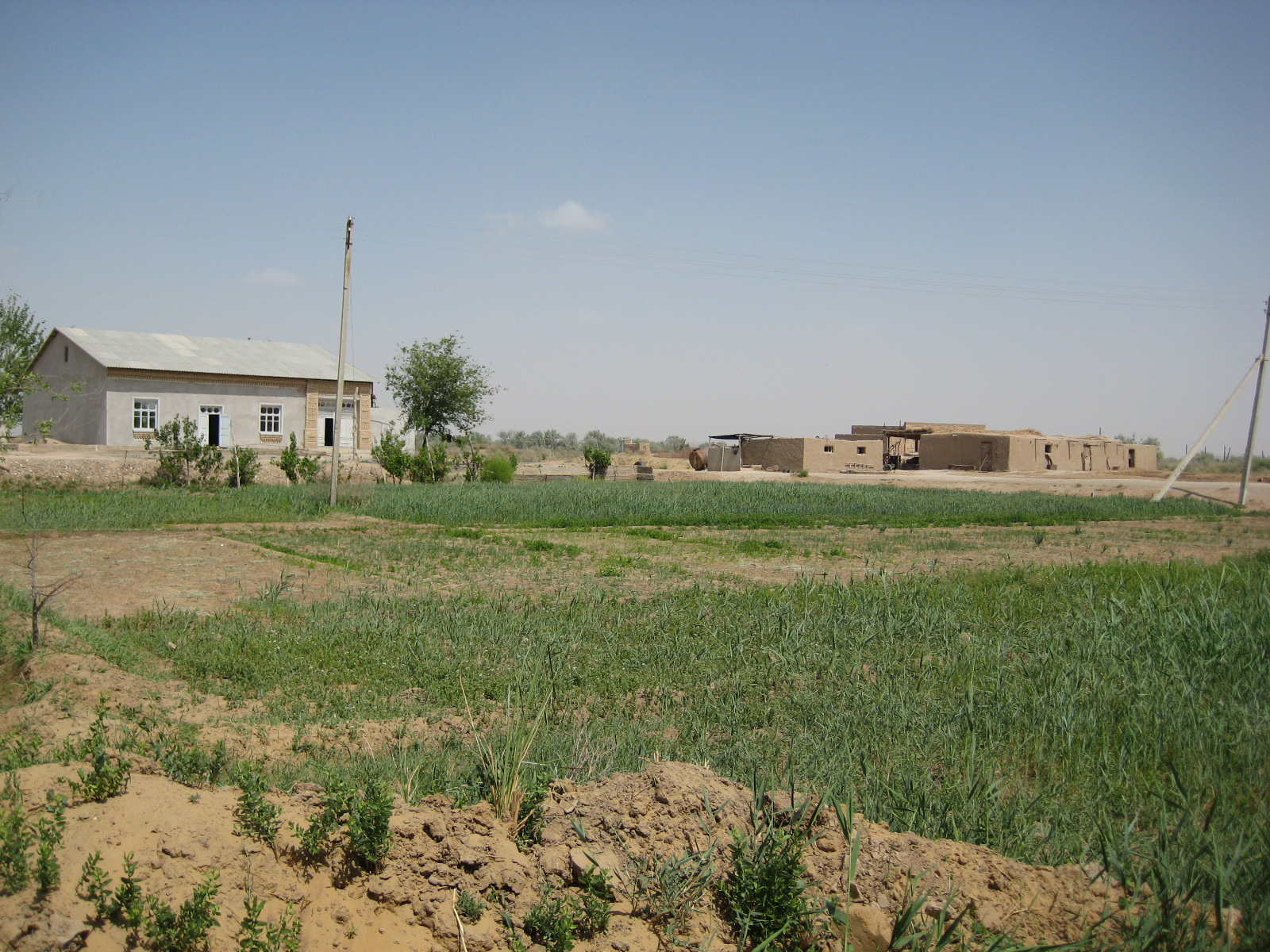
Ferme typique de la province de Khorezm en Ouzbékistan.

Une ferme dehkan ou un dehkan (ouzbek : деҳқон хўжаликлари, tadjik : хоҷагиҳои деҳқонӣ (фермерӣ), turkmène : daýhan hojalyk, russe : дехканские хозяйства; tous venant du persan : دهقان) désigne une ferme individuelle ou collective en Asie centrale. Ce terme est encore utilisé dans les systèmes de classifications des différents gouvernements régionaux.

## Histoire étymologie

### Histoire
Les dehkan ou dehqan (persan : دهقان‎), formaient une classe de puissants propriétaires terriens pendant l'ère sassanide et le début de la période islamique, occupant toutes les régions de langues iraniennes.

### Étymologie
À l'origine, dehkan signifiait « appartenant au deh » (vieux-perse : dahyu), pas dans le sens récent de « village » (comme en persan moderne) mais dans le sens premier de « terre ».

## Galerie

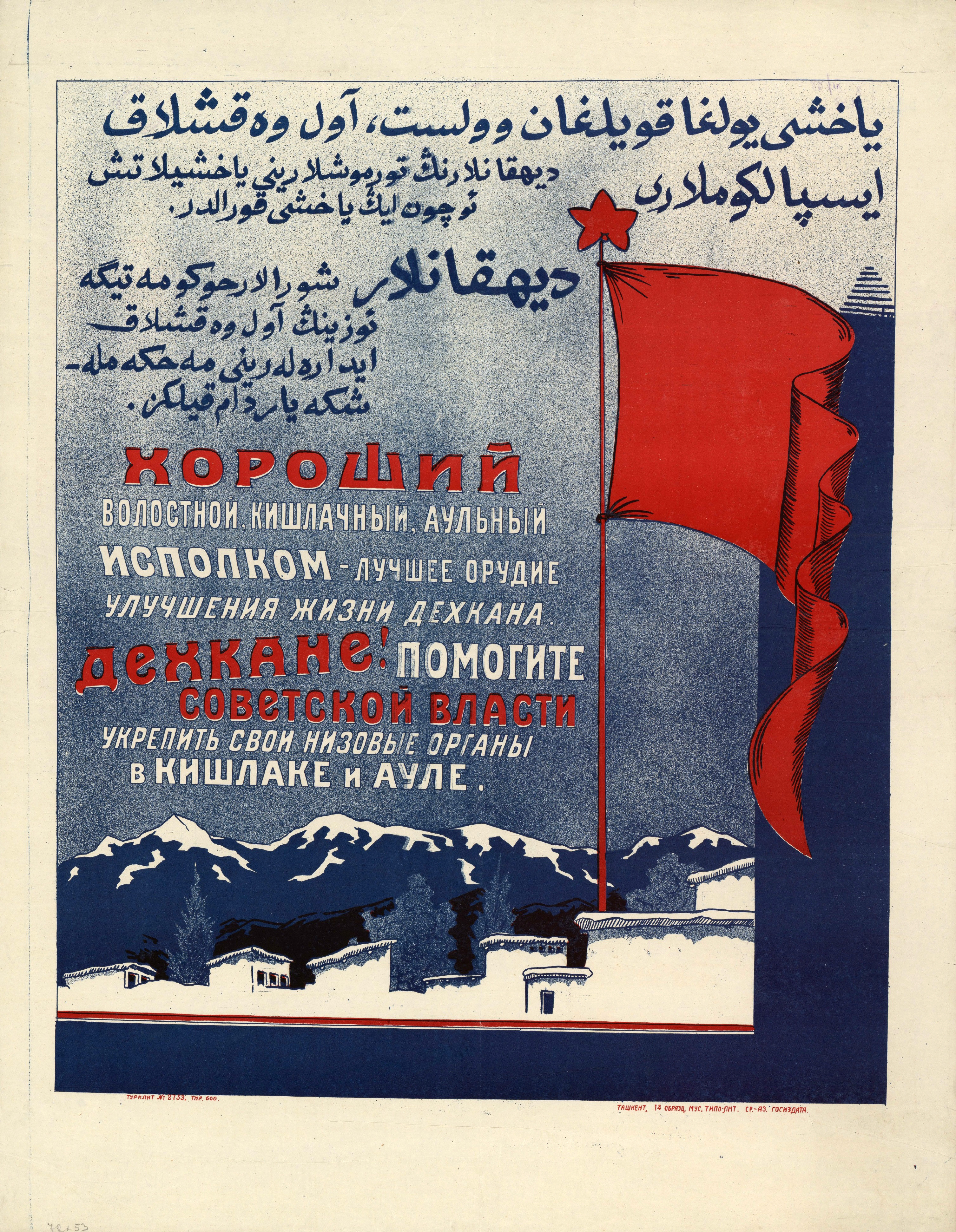
Affiche de 1924 en russe, ouzbek et turkmène en appelant aux dehkans.

- (en) Cet article est partiellement ou en totalité issu de l’article de Wikipédia en anglais intitulé « Dehkan farm » (voir la liste des auteurs).